# 外高加索委員部
外高加索委員部，1917年11月11日成立於提比里斯，在彼得格勒的十月革命後作為首個獨立的外高加索政府。委員部決定於1918年1月召集瑟姆加強喬治亞、亞美尼亞和亞塞拜然的聯盟。在面臨被鄂圖曼帝國入侵的威脅後，其宣布自俄羅斯獨立，成為外高加索民主聯邦共和國。

## 衰敗
1918年3月，委員部開始進行與鄂圖曼帝國的和平談判，但很快便失敗了，因為鄂圖曼拒絕承認委員部的權力。在布列斯特-立陶夫斯克條約承認鄂圖曼擁有部分南高加索土地後，鄂圖曼仍繼續侵略南高加索以便維持其領地。面對此一威脅，外高加索民主聯邦共和國於1918年4月22日成立，與承認該國的鄂圖曼帝國開始進一步的談判。